# Ceramica Flaminia

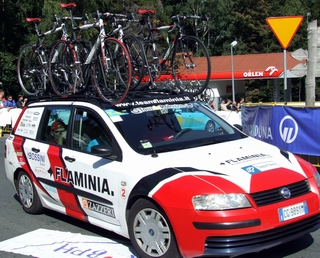
Teamfahrzeug der Mannschaft

Ceramica Flaminia war ein italienisch-irisches Radsportteam.
Die Mannschaft nahm 2005 an der UCI Europe Tour als Continental Team teil. Seit 2006 besaß sie eine italienische Lizenz als Professional Continental Team und konnte so auch zu ProTour-Veranstaltungen eingeladen werden. Ihre erste Wildcard erhielt sie zur Polen-Rundfahrt 2006. Seit 2008 fuhr sie mit einer irischen Lizenz. Manager war Massimo Podenzana, er wurde unterstützt von den Sportlichen Leitern Orlando Maini und Omar Piscina.
Zur Saison 2011 fusionierte die Mannschaft mit De Rosa-Stac Plastic zu dem Professional Continental Team De Rosa-Ceramica Flaminia.

## Saison 2010

### Erfolge in der UCI Europe Tour
Bei den Rennen der UCI Europe Tour im Jahr 2010 gelangen dem Team nachstehende Erfolge.
| Datum       | Rennen                                     | Kat. | Fahrer              |
| ----------- | ------------------------------------------ | ---- | ------------------- |
| 3. April    | 3. Etappe Settimana Ciclistica Lombarda    | 2.1  | Riccardo Riccò      |
| 5. April    | 5. Etappe Settimana Ciclistica Lombarda    | 2.1  | Riccardo Riccò      |
| 11. April   | Dwars door Drenthe                         | 1.1  | Enrico Rossi        |
| 21. April   | 2. Etappe Giro del Trentino                | 2.1  | Riccardo Riccò      |
| 25. Juni    | Lettische Meisterschaft – Einzelzeitfahren | NC   | Raivis Belohvoščiks |
| 5. Juli     | 2. Etappe Österreich-Rundfahrt             | 2.HC | Riccardo Riccò      |
| 7. Juli     | 4. Etappe Österreich-Rundfahrt             | 2.HC | Riccardo Riccò      |
| 4.–11. Juli | Gesamtwertung Österreich-Rundfahrt         | 2.HC | Riccardo Riccò      |

### Abgänge-Zugänge
| Zugänge             | Team 2009                         | Abgänge                       | Team 2010                                |
| ------------------- | --------------------------------- | ----------------------------- | ---------------------------------------- |
| Paolo Bailetti      | Fuji-Servetto                     | Mychajlo Chalilow             | Katjuscha                                |
| Andrea Noè          | Liquigas                          | Adriano Angeloni              | Betonexpressz 2000-Universal Caffé       |
| Edoardo Girardi     | Amica Chips-Knauf                 | Bernardo Riccio               | CDC-Cavaliere                            |
| Santo Anzà          | ISD-Neri                          | Wolodymyr Duma                | Romet Weltour Debiça                     |
| Luca Celli          | Serramenti PVC Diquigiovanni      | Filippo Simeoni               | Karriereende                             |
| Raivis Belohvoščiks | Betonexpressz 2000-Limonta        | Maurizio Biondo               | Dopingsperre                             |
| Donato Cannone      | Betonexpressz 2000-Limonta        | Julian Atehortua              | Indeportes Antioquia-Lotería de Medellín |
| Daniele Colli       | CarmioOro-A Style                 | Antonio D’Aniello             | Unbekannt                                |
| Riccardo Riccò      | Dopingsperre (Saunier Duval 2008) | Dainius Kairelis              | Unbekannt                                |
| Filippo Baggio      | Neoprofi                          | Diego Nosotti                 | Unbekannt                                |
| Fabrizio Lucciola   | Neoprofi                          | Luigi Sestili                 | Unbekannt                                |
|                     |                                   | Giampaolo Caruso (bis 06.04.) | Katjuscha                                |
|                     |                                   | Riccardo Riccò (bis 31.08.)   | Vacansoleil                              |

### Mannschaft
| Name                 | Geburtstag          | Nationalität | Team 2011                 |
| -------------------- | ------------------- | ------------ | ------------------------- |
| Santo Anzà           | 17. November 1980   | Italien      | Vacansoleil-DCM           |
| Filippo Baggio       | 5. Juni 1988        | Italien      | De Rosa-Ceramica Flaminia |
| Paolo Bailetti       | 15. Juli 1980       | Italien      | De Rosa-Ceramica Flaminia |
| Raivis Belohvoščiks  | 21. Januar 1976     | Lettland     | Team Vorarlberg           |
| Donato Cannone       | 16. Februar 1982    | Italien      |                           |
| Luca Celli           | 23. Februar 1979    | Italien      |                           |
| Daniele Colli        | 19. April 1982      | Italien      | Geox-TMC                  |
| Cristiano Fumagalli  | 28. Juli 1984       | Italien      | Miche-Guerciotti          |
| Massimiliano Gentili | 16. September 1971  | Italien      |                           |
| Leonardo Giordani    | 27. Mai 1977        | Italien      | Farnese Vini-Neri Sottoli |
| Edoardo Girardi      | 22. Oktober 1985    | Italien      | De Rosa-Ceramica Flaminia |
| Fabrizio Lucciola    | 13. Januar 1986     | Italien      |                           |
| Alessandro Maserati  | 8. September 1979   | Italien      |                           |
| Andrea Noè           | 15. Januar 1969     | Italien      | Farnese Vini-Neri Sottoli |
| Enrico Rossi         | 5. Mai 1982         | Italien      | Karriereende              |
| Stagiaires           | Stagiaires          | Nationalität | Nationalität              |
| Sante Marco Liquori  | Sante Marco Liquori | Italien      |                           |

## Platzierungen in UCI-Ranglisten
UCI America Tour
| Saison | Mannschaftswertung | Fahrerwertung        |
| ------ | ------------------ | -------------------- |
| 2009   | 40.                | Diego Nosotti (310.) |
| 2010   | -                  | -                    |

UCI Asia Tour
| Saison | Mannschaftswertung | Fahrerwertung       |
| ------ | ------------------ | ------------------- |
| 2009   | -                  | -                   |
| 2010   | 30.                | Daniele Colli (51.) |

UCI Europe Tour
| Saison | Mannschaftswertung | Fahrerwertung               |
| ------ | ------------------ | --------------------------- |
| 2005   | 38.                | Krzysztof Szczawiński (75.) |
| 2006   | 22.                | Aljaksandr Kuschynski (46.) |
| 2007   | 28.                | Mychajlo Chalilow (25.)     |
| 2008   | 7.                 | Mychajlo Chalilow (3.)      |
| 2009   | 10.                | Giampaolo Caruso (15.)      |
| 2010   | 14.                | Riccardo Riccò (3.)         |

UCI World Calendar
| Saison | Mannschaftswertung | Fahrerwertung       |
| ------ | ------------------ | ------------------- |
| 2009   | 27.                | Enrico Rossi (119.) |
| 2010   | -                  | -                   |